# لوري بودن
لوري بودن هي تريثلت كندية، ولدت في 13 يونيو 1967 في سينتر ولينغتون في كندا.

## وصلات خارجية
- لوري بودن على موقع اتحاد الترياتلون الدولي (الإنجليزية)
- لوري بودن على موقع IAT Triathlon Database (الإنجليزية)
- لوري بودن على موقع قاعة كولومبيا البريطانية للمشاهير الرياضية (الإنجليزية)